# Vilém Goppold z Lobsdorfu
Vilém Ladislav Jan Goppold z Lobsdorfu (27. května 1869 Praha – 12. června 1943) byl český šermíř, člen ČŠK Riegel. Na olympiádě v Londýně v roce 1908 vybojoval dvě bronzové medaile. Jako jednotlivec v šermu šavlí a společně s Bedřichem Schejbalem, Jaroslavem Šourkem-Tučkem, Otakarem Ladou a Vlastimilem Ladou-Sázavským v družstvech. Účastnil se také následující olympiády ve Stockholmu v roce 1912.
Vilém Goppold pracoval jako soukromý úředník (účetní). 2. června 1892 se v kostele sv. Haštala na Starém Městě oženil s Marií Rosalií Strohschneiderovou (8. září 1868 – 28. února 1939), majitelkou krámku s galanterií v Řeznické ulici v Praze. Měli dva syny, Viléma Aloise (1893–1945) a Karla (1894–1956). Oba synové se také věnovali šermu a spolu s otcem reprezentovali Čechy na olympiádě ve Stockholmu v roce 1912. Goppold zemřel 19. června 1943 ve starobinci v Masarykových domovech a byl pohřben na Olšanských hřbitovech. Syna Viléma se zřekl, když ten se protektorátním úřadům přihlásil jako Němec, ale během války pomáhal jako advokát českým rodinám (zemřel 7. července 1945 v internačním táboře Terezín), syn Karel spáchal v roce 1956 sebevraždu.
Kromě dvou olympijských medailí patří k jeho dalším sportovním úspěchům titul Mistr Čech v šermu šavlí z let 1909, 1910 a 1913. Zvítězil také v několika turnajích s mezinárodní účastí.
Vilém st. Goppold pocházel ze starého českého šlechtického rodu (povýšeného v osobě Matyáše Goppolda do šlechtického stavu majestátem císaře Ferdinanda II., signovaným ve Vídni dne 22. července 1623, s predikátem "z Lobsdorfu" – ves Lobzy u Plzně). Příslušníci rodu se v dalších dobách hojněji vyskytují na Plzeňsku, Příbramsku a Rokycansku, často v postavení vyšších úředníků.